# Jones County (Iowa)
Das Jones County ist ein County im US-amerikanischen Bundesstaat Iowa. Im Jahr 2020 hatte das County 20.646 Einwohner und eine Bevölkerungsdichte von 13,9 Einwohnern pro Quadratkilometer. Der Verwaltungssitz (County Seat) ist Anamosa, benannt nach den indianischen Wort für kleiner Hund oder nach dem Vornamen der Tochter des Indianerhäuptlings Winnebago.

## Geografie
Das County liegt im Osten von Iowa, ist im Osten etwa 50 km von Illinois, im Nordosten etwa 45 km von Wisconsin entfernt und hat eine Fläche von 1.494 Quadratkilometern, wovon vier Quadratkilometer Wasserfläche sind. Es grenzt an folgende Nachbarcountys:
| Delaware County |              | Dubuque County |
| Linn County     |              | Jackson County |
|                 | Cedar County | Clinton County |

## Geschichte

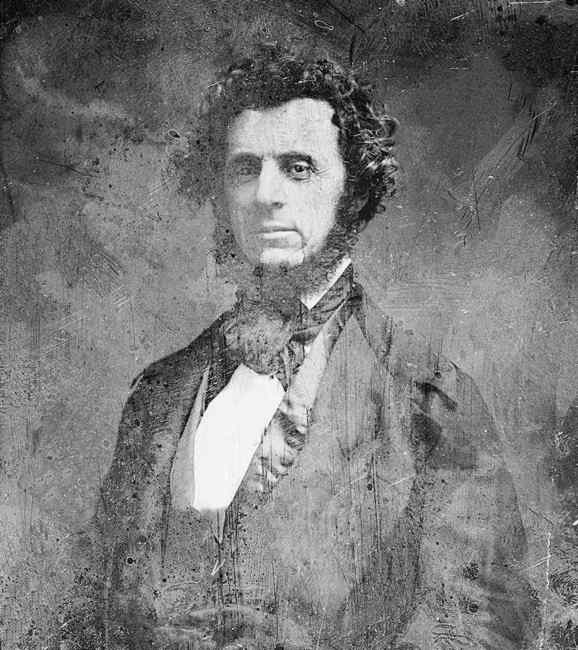
Jones

Das Jones County wurde am 21. Dezember 1837 auf dem damaligen Wisconsin-Territorium gebildet. Benannt wurde es nach George W. Jones (1804–1896), einem Abgeordneten des US-Repräsentantenhauses (1835–1839) und späteren US-Senator von Iowa (1848–1859).

26 Bauwerke und Stätten des Countys sind im National Register of Historic Places eingetragen.

## Demografische Daten
Nach der Volkszählung im Jahr 2010 lebten im Jones County 20.638 Menschen in 7.641 Haushalten. Die Bevölkerungsdichte betrug 13,9 Einwohner pro Quadratkilometer.
Ethnisch betrachtet setzte sich die Bevölkerung zusammen aus 96,4 Prozent Weißen, 2,0 Prozent Afroamerikanern, 0,2 Prozent amerikanischen Ureinwohnern, 0,4 Prozent Asiaten sowie aus anderen ethnischen Gruppen; 0,6 Prozent stammten von zwei oder mehr Ethnien ab. Unabhängig von der ethnischen Zugehörigkeit waren 1,3 Prozent der Bevölkerung spanischer oder lateinamerikanischer Abstammung.
In den 7.641 Haushalten lebten statistisch je 2,41 Personen.
22,4 Prozent der Bevölkerung waren unter 18 Jahre alt, 60,4 Prozent waren zwischen 18 und 64 und 17,2 Prozent waren 65 Jahre oder älter. 48,1 Prozent der Bevölkerung war weiblich.

Das jährliche Durchschnittseinkommen eines Haushalts lag bei 48.254 USD. Das Prokopfeinkommen betrug 21.641 USD. 9,5 Prozent der Einwohner lebten unterhalb der Armutsgrenze.

## Orte im Jones County
Citys
| - Anamosa - Cascade1 - Center Junction - Martelle | - Monticello - Morley - Olin - Onslow | - Oxford Junction - Wyoming |

Unincorporated Communities
| - Amber - Fairview - Hale - Langworthy | - Oxford Mills - Scotch Grove - Stone City - Temple Hill |

1 – teilweise im Dubuque County

## Gliederung
Das Jones County ist in 16 Townships eingeteilt:
| - Cass Township - Castle Grove Township - Clay Township - Fairview Township | - Greenfield Township - Hale Township - Jackson Township - Lovell Township | - Madison Township - Oxford Township - Richland Township - Rome Township | - Scotch Grove Township - Washington Township - Wayne Township - Wyoming Township |